# Formatie van Gentbrugge

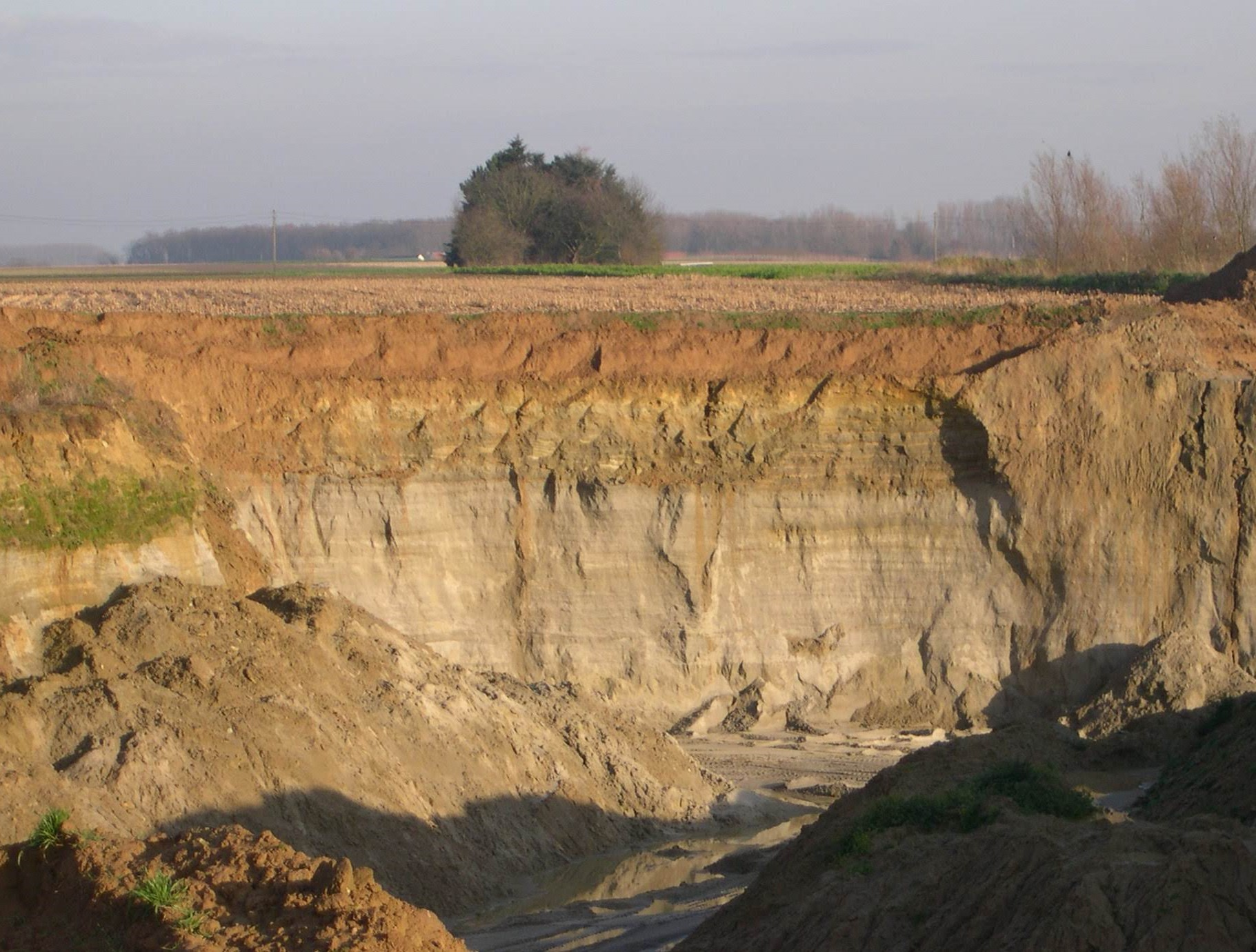
Een deel van de Formatie van Gentbrugge (geelgroen) in ontsluiting tussen Quartaire leem (oranje) en de Formatie van Tielt (grijswit).

De Formatie van Gentbrugge of Gentbrugge Formatie (sic, afkorting: Ge; genoemd naar Gentbrugge in Oost-Vlaanderen) is een geologische formatie in de Belgische ondergrond. De Formatie van Gentbrugge stond voorheen bekend als de Formatie van Gent, wat voor verwarring zorgde omdat er nog een andere Formatie van Gent bestond. Daarom werd beslist om de Tertiaire Formatie van Gent om te vormen in de Formatie van Gentbrugge. De Quartaire Formatie van Gent (Pleistoceen) behield zijn naam.

## Voorkomen
De formatie dagzoomt in Oost- en West-Vlaanderen en komt verder naar het noordoosten voor in de ondergrond van de provincie Antwerpen. Geïsoleerde restanten van de formatie komen voor in Henegouwen, bij wijze van getuigenheuvels.

## Kenmerken
De formatie bestaat grotendeels uit mariene glauconietzanden van het Lid van Vlierzele, afgezet in een verondiepende zee die het noorden van België bedekte in het Ypresiaan (rond 50 miljoen jaar geleden, in het Vroeg-Eoceen). De zanden kunnen zowel horizontale bedding als cross-bedding vertonen en zijn soms gelithificeerd tot zandsteen, maar minder vaak dan in de onderliggende Formatie van Tielt. Aan de basis van de Formatie van Gentbrugge bevindt zich een compacte grijsblauwe kleilaag van slechts enkele meters dik, het Lid van Merelbeke. In de provincie West-Vlaanderen komt tussen beide leden ook nog een siltig pakket voor, het Lid van Pittem. De Formatie van Gentbrugge bereikt haar grootste dikte in het noorden van België, waar ze tot maximaal 50 meter dik is. 

## Stratigrafie
Binnen de Formatie van Gentbrugge worden klassiek drie leden onderscheiden, van boven naar onder: Zand van Vlierzele, Silt van Pittem en Klei van Merelbeke. Recent werden daaraan twee nieuwe leden en een laag toegevoegd, deze hebben echter een (soms zeer) beperkt voorkomen en blijken voorlopig niet altijd even praktisch bruikbaar.
De Formatie van Gentbrugge behoort tot de Ieper Groep en ligt stratigrafisch gezien boven op de Formatie van Tielt (marien silt en zand), een oudere formatie uit deze groep. Boven op de formatie liggen afzettingen uit de Zenne Groep (Lutetiaan van ouderdom). In het noordwesten van Vlaanderen is dit vaak de Formatie van Aalter (mariene kleien en zanden), ten zuidoosten van de as Gent-Antwerpen is deze formatie afwezig en liggen de formaties van Brussel (mariene zanden en mergels) of Lede (marien kalkhoudend zand) direct boven op de Formatie van Gentbrugge.